# 基督教社会团结党
基督教社会团结党（西班牙语：Partido de Unidad Socialcristiana），哥斯达黎加政党，立场为基督教民主主义、保守主义，成立于1977年。该党是中间派民主国际组织成员。